# Thomas Goyard
Thomas Goyard (15 de janeiro de 1992) é um velejador francês, medalhista olímpico.

## Carreira
Goyard participou dos Jogos Olímpicos de Verão de 2020 em Tóquio, onde participou da classe RS:X, conquistando a medalha de prata após finalizar a série de treze regatas com 74 pontos.